# Университет Бригама Янга (Айдахо)
Университет Бригама Янга (Айдахо) (англ. Brigham Young University - Idaho) — частный университет, находящийся в городе Рексберг, округ Мэдисон, штат Айдахо, США.

## История и деятельность
Основан в 1888 году как академия Бэннокского кола. В 1903 году получил новое название «колледж Рикса» (англ. Ricks College) в честь бывшего президента академии. С 2001 года имеет современное название.
Университет является собственностью и спонсируется Церковью Иисуса Христа Святых последних дней, функционирует как филиал Университета Бригама Янга в Прово, штат Юта.
В этом университете широко пропагандируются нравственные ценности и вероучения Церкви Иисуса Христа Святых последних дней. Несмотря на это, в данном университете могут обучаться представители абсолютно любого религиозного течения, а также граждане любой страны, так как Святые последних дней с уважением относятся к представителям других стран и вероисповеданий. В частности, строго запрещается употребление алкоголя, табака, наркотиков, запрещенных препаратов, а также чая и кофе. Запрещается носить бороду, открытую и облегающую одежду, пирсинг, а также вести себя непристойно. В университете широко пропагандируется честность, выручка и самодисциплина.
С 2005 по 2015 год президентом университета являлся Ким Б. Кларк. По состоянию на конец 2012 года в университете числилось 16 773 студента стационара, общее количество студентов превышает 28 000. По состоянию на 2013 год, университет (с 40 сооружениями на своей территории) занимает площадь в 430 акров.
При университете активно действует программа «Pathway», которая на 21.10.2013 имеет 135 филиалов дистанционного обучения и функционирует в 16 странах мира. Данная программа позволяет получить высшее образование дистанционно, то есть практически не выходя из дома. И это более чем по 159 различным направлениям. С 2013 года данная программа начала свою работу в Киеве, благодаря чему церковное образование (по данной программе могут учиться только члены Церкви) теперь стало более доступным для членов Церкви СПД с Украины, из России, Молдавии, Беларуси и других стран СНГ. Стоимость обучения для украинцев по данной программе в 2013 году составляла порядка 1000 гривен ($125) за семестр.